# Jean Mouchel
Jean Mouchel (n. 22 mai 1928, Bricquebosq, Basse-Normandie, Franța – d. 7 martie 2022, Villers-Bocage, Normandie, Franța) a fost un politician, romancier și fermier francez.

## Biografie
Mouchel și-a petrecut copilăria în Lieusaint, Manche, iar ulterior a devenit fermier în Folligny și Noyers-Bocage. A devenit activ în sindicate, fiind președinte al Fédération régionale des syndicats d'exploitants agricoles și vicepreședinte al Fédération nationale des syndicats d'exploitants agricoles.
Activismul lui Mouchel în sindicate l-a condus către politică. În 1982, a fost ales să reprezinte Franța în Parlamentul European ca membru al Adunării pentru Republică⁠(d). A fost reales în 1984. De asemenea, a lucrat la Consiliul Regional din Normandia de Jos, unde care a devenit vicepreședinte în 1986. Pe lângă activitățile sale politice, a fost afiliat la Société des auteurs de Normandie.
Jean Mouchel a murit pe 7 martie 2022, la vârsta de 93 de ani.

## Lucrări
- Le Champ de la bien-aimée (1988)
- Les Cahiers de guerre de Jeanne Métadier (2002)
- La Robe bleue d'Hélène (2002)
- Le Fils d'Hélène (2005)
- Soir maudit à la ferme d'Arry (2009)
- Normands depuis toujours (2012)
- La Bonne Fortune de Sébastien (2013)
- Paysan engagé (2016)